# Mescal

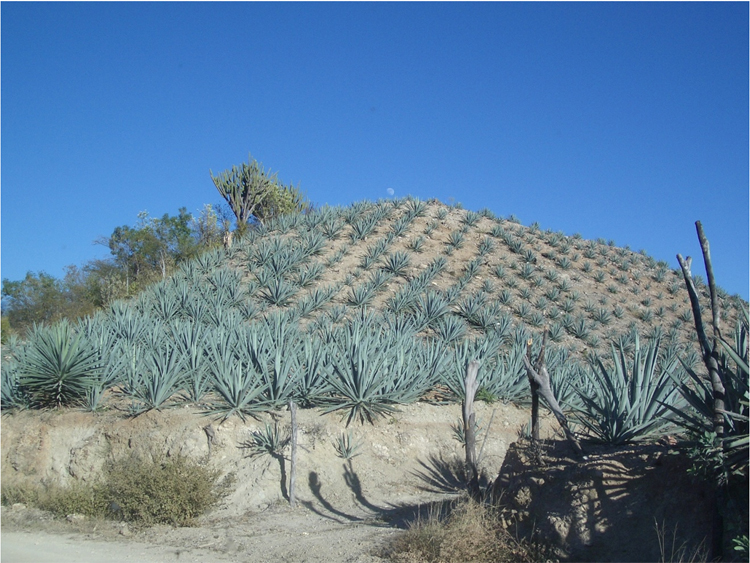
Agaveplantage

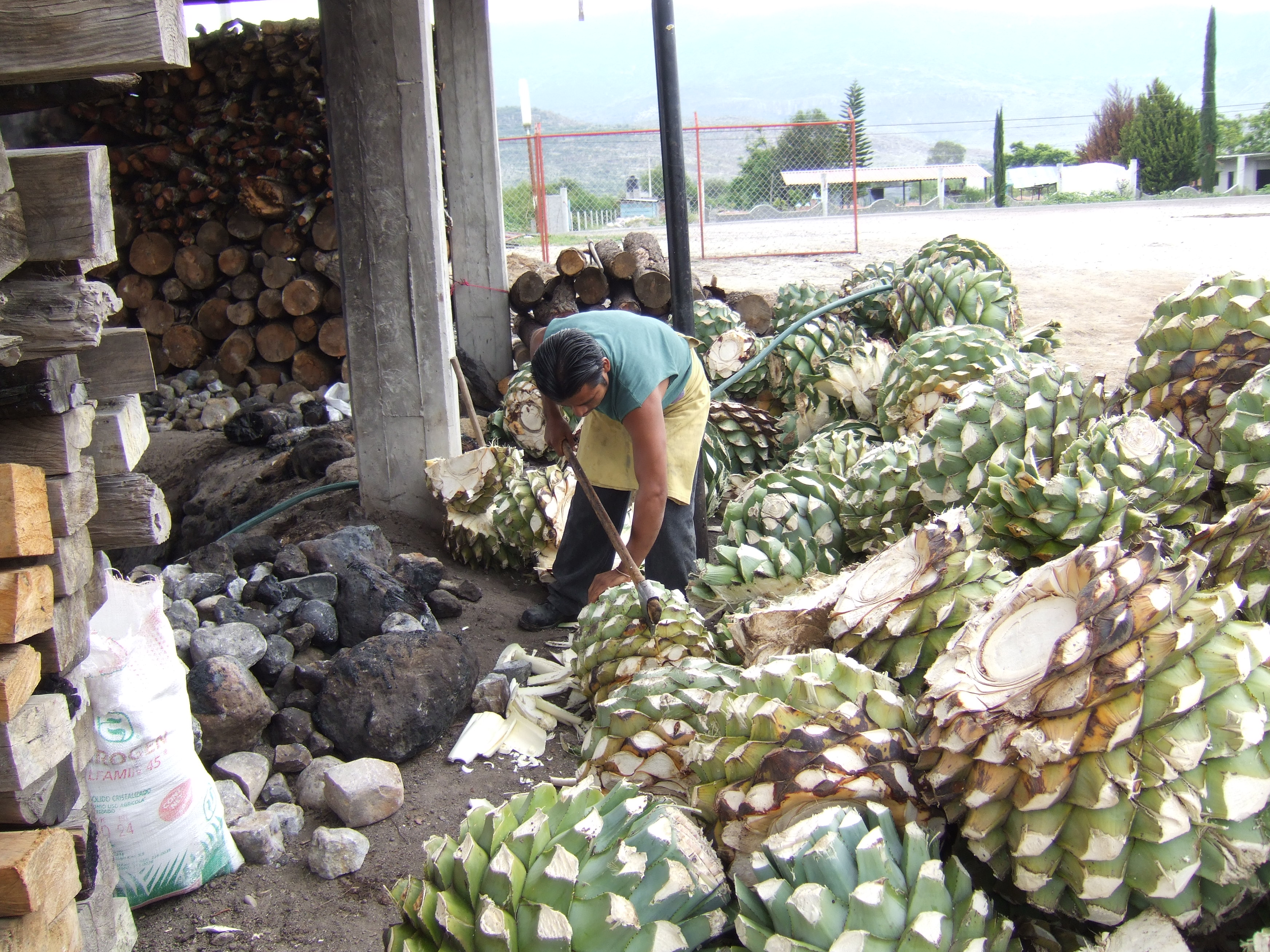
Voorbewerken van de agaves

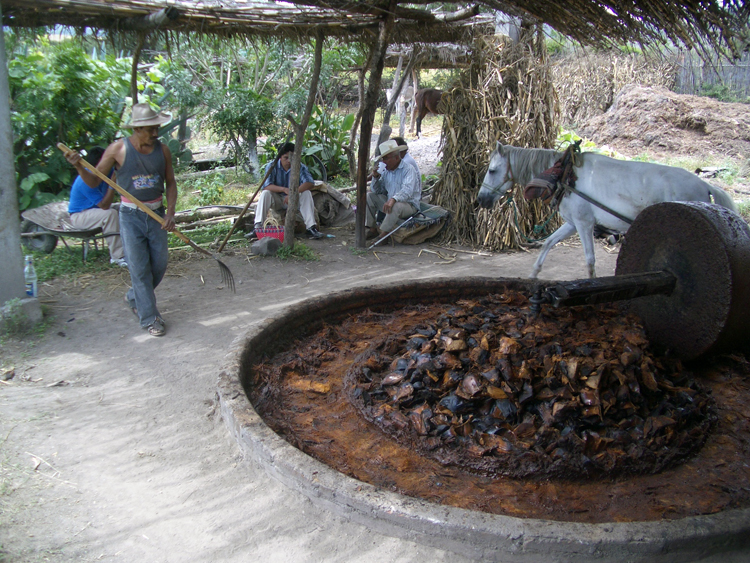
Het vermalen van gekookte agaveharten

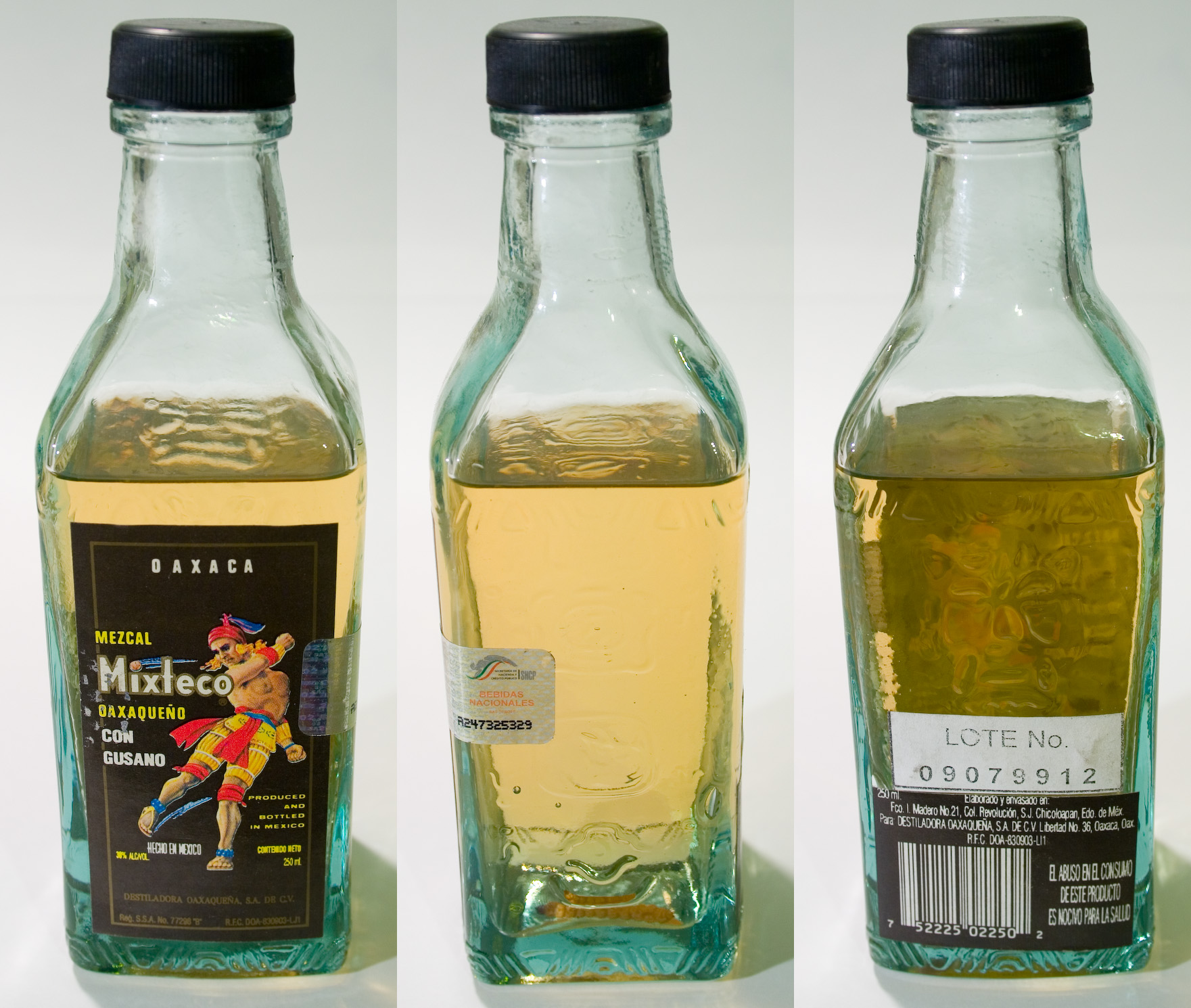

Mescal (of: mezcal) is een Mexicaanse soort gedistilleerde alcoholische drank, gemaakt van de Agave americana. De drank wordt in geheel Mexico geproduceerd, maar het meeste komt uit de staat Oaxaca.
Er bestaat ook een andere mescal: de gekookte bladeren van de agave, een zoet en voedzaam levensmiddel. De Mescalero-Apachen ontleenden er hun naam aan.

## Geschiedenis
De Agave americana was een van de heiligste planten in precolumbiaans Mexico en had een aandeel in diverse religieuze rituelen. Het hart van de plant werd soms gekookt en men liet het sap gisten. Het is niet aangetoond dat men reeds voor de kolonisatie kon distilleren, maar agavewijn werd zeker wel gedronken en ook pulque wordt van deze agave gemaakt. De Spanjaarden brachten de distilleerkunst mee en zijn met lokale producten gaan experimenteren. Mescal en tequila waren daarvan het resultaat.

## De plant
Agave americana is geen cactus maar valt onder de vetplanten. Er bestaan verscheidene namen voor deze plant: agave, mescal, maguey. In het Nederlands heet hij de honderdjarige aloë. In totaal zijn er 120 verschillende ondersoorten, waarvan er zo'n 30 zijn toegestaan bij de productie van mescal. Agaveplanten hebben 7 tot 15 jaar nodig om volgroeid te raken en een zogenaamde piña (vrucht) te vormen. Wanneer de plant lijkt te verschrompelen en roestkleurige vlekken krijgt, is de agave rijp voor de oogst.

## Productie
Mescal wordt in Mexico vaak op traditionele wijze gestookt, meest door kleine, lokale producenten, fábricas of palenques geheten. Na het schillen van de agaves begint het voorwerk in een ketelvormige 2,5 m diepe grondoven, doorgaans met een diameter van 3,5 m. Daarin worden stenen verhit waarop de agaves worden gelegd, vervolgens worden deze afgedekt met palmbladeren, -matten en aarde. Het garen van de harten duurt 3 tot 5 dagen en tijdens deze garing worden de aroma’s van de aarde en de rook opgenomen. Vervolgens blijven de agaveharten een week lang onder palmmatten afkoelen. In deze periode begint de gisting al, waarna de agaveharten traditioneel gemalen worden in een stenen molen die wordt voortbewogen door een paard of ezel. De brij wordt met wat water verdund en men laat haar in grote tonnen vergisten. Na gisting schept men de brij in distilleerketels van koper of keramiek met een koperen zwanenhals (sorbrero), waarin de brij wordt verhit (traditioneel met een houtvuur). De eerste distillatie duurt ongeveer 24 uur en het resultaat is een heldere punta (tussen de 20-30% alcohol). Bij de tweede destillatie ontstaat mescal (tot rond de 55% alcohol).

## Typen
Er bestaan twee hoofdtypen mescal: 100% gestookt uit agave, dan wel gemengd met andere bestanddelen, doch voor 80% uit de agave. Beide varianten komen in vier categorieën voor:
- Witte mescal - kleurloos en niet of nauwelijks gerijpt
- Dorado - geel door toevoeging van kleurstoffen, niet gerijpt
- Reposado - twee tot negen maanden gerijpt in houten vaten
- Añejado - minimaal twaalf maanden gerijpt

## Worm
Mescal staat onder meer bekend om de rode of de gele worm die tijdens het bottelen aan sommige merken mescal wordt toegevoegd. De herkomst ervan is niet duidelijk en een marketingstunt is niet uit te sluiten. Deze worm is eigenlijk de rups van een dikkopvlinder; de rode rups eet het hart van de agave, de gele rups eet alleen het blad van de plant.
Deze rupsen werden toegevoegd om te bewijzen dat er een minimaal alcohol percentage van ca 40 % in de drank zat, bij een lager percentage zou de rups ontbinden.
- Bibliothèque nationale de France: cb11994926v (data)
- Library of Congress Control Number: sh85083907
- Nationale Bibliotheek van Israël: 987007565657605171